# Kreuz (Heraldik)

Gemeines Kreuz

Das Kreuz wird in der Wappenkunde (Heraldik) in großer Vielfalt verwendet und existiert in vielen Varianten. Als Gemeine Figur schwebt das Kreuz frei im Wappenschild. Berühren die vier Arme des Kreuzes den Wappenrand, so wird es als Heroldsbild bezeichnet. Von der Grundform, dem Gemeinen Kreuz gibt es viele Abarten, und oft erhält das Kreuz damit eine neue Bezeichnung. Es kann alle Farben haben. Die Beschreibung des Wappens sollte jedes Detail nennen.

## Aussehen und Funktion
Die Namensgebung erfolgt beim Kreuz nach zwei Kriterien: nach seinem Aussehen und nach seiner Funktion. Zum Beispiel wird ein fußgespitztes Lilienkreuz oder Glevenkreuz (Aussehen) als Ordenszeichen des Heiligen Jakobs (Funktion) Jakobskreuz genannt.

### Grundformen
Als Gemeines Kreuz, auch als Balkenkreuz bezeichnet, wird ein Balken gekreuzt mit einem Pfahl verstanden, bei dem alles in einer Tinktur und ohne durchgehende Linien dargestellt wird. Das Gemeine Kreuz ist (wie der Name schon andeutet) die allgemeine Grundform des heraldischen Kreuzes und ein häufiges Heroldsbild im Wappenwesen. Das griechische oder Gekürzte Kreuz ist ein Kreuz mit besonders kurzen Balken, das in der kirchlich-politischen Heraldik als eigenständiges Kreuz gilt.
Die zweite häufige Form ist das Lateinische Kreuz (Hochkreuz, Passionskreuz) mit dem verlängerten unteren Arm.
Aufrecht mit Pfahl und Balken ist die Normalform, die X-Stellung ist das Schrägkreuz (Andreaskreuz, Schragenkreuz).
Siehe auch: Quadriertes Kreuz (ein Balken- oder Andreaskreuz im Quadrat)
Kreuze mit einem als Spitze gebildeten unteren Kreuzungsarm werden nach der Hauptform mit dem Zusatz -steckkreuz oder -spitzkreuz benannt. Hier wäre das Gemeine Kreuz mit einer nach unten gerichteten Spitze ein Balkensteckkreuz.

### Heraldische Variationen
Abwandlungen sind beispielsweise die Bordierung (bordiert), die Durchbrechung (durchbrochen), Schachteilung (geschacht) und Facettierung (facettiert). Ein Kreuz kann mit anderen Figuren belegt sein. Die Begrenzungslinien können durch Wappenschnitt verschiedene Gestaltung haben.

### Kreuz als gemeine Figur
Im Wappenschild/Feld oder auch als Prachtstück hat das Kreuz die Heraldik wesentlich beeinflusst. Während in der vorgenannten Gruppe das Kreuz der Wappenteilung diente, ist es als gemeine Figur wie andere Figuren zu handhaben. Die vielfältigsten Formen sind in den Wappen zu finden: Sie drücken oft die Religiosität oder Ordens- und Kirchenzugehörigkeit des Wappenträgers aus. Schwierig sind die verschiedenen Bezeichnungen für die gleiche Kreuzform zuzuordnen. Die Eindeutigkeit der Wappenbeschreibung ist maßgebend. Die Kreuze können schwebend, durchbohrt, umgeben, gehalten von einer tierischen oder menschlichen Figur oder auch mit Dingen (Rosen, Lilien, Herzen und anderem mehr) belegt sein. Hüte, Kronen können über dem Kreuz schweben oder am Arm aufgehängt sein. Für kirchliche Würdenträger sind hinter das Wappen gestellte Kreuze selbstverständlich. In der kirchlichen Heraldik haben sich im Laufe der Jahrhunderte für jede Stufe der Kirchenwürde Regeln herausgebildet.

### Kreuz als Heroldsbild
Als Ausgang gilt für diese Gruppe das gemeine Kreuz. Es entsteht, wenn ein Pfahl und ein Balken sich mittig ohne Trennlinie in gleicher Farbe unter einem rechten Winkel kreuzen. Die vier Arme des Kreuzes müssen als „Heroldsbild“ vereinbarungsgemäß den Wappenrand berühren.
Alle weiteren Formen lassen sich ableiten. Die Kreuzarme können alle Schnittformen annehmen, nur die Enden der Arme sind zwangsläufig nicht veränderbar. Viele so abgeleitete Kreuzformen werden nach dem Wappenschnitt (Astschnitt, Wolkenschnitt, Zinnenschnitt) und den auf ihnen dargestellten Heroldsbildern (geschacht, gerautet, geschliffen, quadriert, facettiert, geviert, durchbohrt, bordiert, belegt und geständert) bezeichnet.

### Beispiele
| Bild               | Grundform                                           | Beschreibung | Beispiel |
| ------------------ | --------------------------------------------------- | --- | -------- |
|                    | Taukreuz                                            | Antoniuskreuz, alttestamentliches Kreuz, Ägyptisches Kreuz. Aus mittigem Pfahl und Schildhaupt gebildet. |          |
|                    | Göpel                                               | Hat die Form eines kopfstehenden Ypsilons oder einer gestürzten Deichsel. |          |
|                    | Deichsel (Gabelkreuz, Schächerkreuz)                | Hat die Form eines Ypsilons. |          |
|                    | Gemeines Kreuz                                      | Das einfache waagrecht-senkrechte Kreuz, in den Varianten Griechisches Kreuz und Balkenkreuz. |          |
|                    | Lateinisches Kreuz                                  | Hochkreuz (Passionskreuz); das heutige typische Kreuz des Christentums mit dem verlängerten Fußbalken. Aus mittigem Pfahl und in Richtung oberem Schildrand verschobenem Balken. |          |
|                    | Fadenkreuz                                          | Schmaler Pfahl und Balken bilden ein gemeines Kreuz. Liegen mehrere Fäden (Pfähle oder Balken) parallel, so ist ihre Anzahl für die Bezeichnung wichtig: Zwillingsfaden-, Drillingsfadenkreuz. Werden die Fäden geflochten, und ist ihr Abstand nicht wesentlich größer als ihre Breite, entsteht ein Flechtgitterkreuz. |          |
|                    | gespaltenes (Pfahl) und geteiltes (Balken) Kreuz    | Die Farben der Hälften sind unterschiedlich. Wird das Kreuz schräggelegt, beschreibt (blasoniert) man gespaltenes oder geteiltes Schragenkreuz. |          |
|                    |                                                     | Ähnlich: Facettiertes Kreuz, ggf. in verwechselten Farben. |          |
|                    | senkrecht getrenntes und waagerecht geteiltes Kreuz | Trennung durch einen andersfarbigen Faden. Treten in einem Bild beide Trennungen auf, wird diese Figur Gammadium genannt. |          |
|                    | nimbiertes Kreuz                                    | Der Kreuzmittelpunkt ist Mittelpunkt eines Kreises. |          |
|                    | quadriertes Kreuz                                   | Der Kreuzmittelpunkt ist Mittelpunkt eines Quadrates. |          |
|                    | ausgebrochenes und durchbohrtes Kreuz               | Gemeines Kreuz mit quadratischem oder rundem Durchbruch. |          |
| Griechisches Kreuz | Stabkreuz                                           | Das gemeine Kreuz hat nur die halbe Konturenbreite. |          |
|                    | Stützbogenkreuz                                     | Die Kehlen im Schnittpunkt von Pfahl und Balken sind ausgerundet. Ein Beispiel hierfür ist Hermsdorf (Thüringen). |          |
|                    | Tatzenkreuz                                         | Die Kreuzarme laufen verbreitert aus. |          |
|                    | Andreaskreuz                                        | (Schrägkreuz, Schragen): Das Kreuz liegt um 45 Grad gedreht im Wappen. |          |
|                    | Keltenkreuz, Radkreuz                               | Balkenkreuz, oft mit verlängertem Stützbalken (lateinisches Kreuz), um den Kreuzpunkt ein Ring (siehe auch: Chatschkar) |          |
|                    | Radkreuz                                            | Radkreuz („Sonnenrad“) |          |
|                    | Hakenkreuz, Swastika, Schlangenkreuz                | Swastika – Kreuz mit abgewinkelten oder gebogenen Armen (lateinisch crux gammata, Gammadion) |          |
|                    | Dreibalkenkreuz                                     | #1 Andreaskreuz mit senkrechtem Pfahl, #2 Hagalkreuz (ᚼ), #3 Christos-Monogramm Chi-Rho (☧), #4 Iota-Chi-Kreuz, #5 Balkenstern (6 Zacken) |          |
|                    | Vierbalkenkreuz                                     | #1 Kuppelkreuz (gemeines Kreuz auf einem Andreaskreuz aufgelegt), #2 Kreuz des Konstantin, #3 Balkenstern (8 Zacken) |          |

## Einzelne Formen des Kreuzes
- Abgekürztes Kreuz: siehe griechisches Kreuz
- Absatzkreuz: siehe Schwellenkreuz
- Achtspitziges Kreuz: siehe Malteserkreuz
- Ägyptisches Henkelkreuz: Antoniuskreuz
- Ägyptisches Kreuz: auch Antoniuskreuz, Taukreuz
- Alcantara- und Calatrava-Kreuz
- Alpfuß, Alpkreuz: Pentalpha
- Andreaskreuz: auch Schrägkreuz, Schragen, sizilianisches Kreuz
- Ankerkettenkreuz: Zwei Ketten bilden ein Kreuz.
- Ankerkreuz: Die Kreuzarme sind mit geweiteten Spitzen dargestellt
- Armenisches Kreuz:
- Apfelkreuz: Die Kreuzarme sind mit kleinen Kugeln (Äpfeln) bestückt. Das Kreuz wird auch Pilgramkreuz oder Kolbenkreuz[1] genannt.
- Astkreuz: Die Kreuzarme sind mit natürlichen oder stilisierten Ästen, aus knorrigen Baumstämmen waagerecht/senkrecht, dargestellt.
- Balkenkreuz: gemeines Kreuz
- Ballenkreuz: Apfelkreuz, weniger abgesetzt
- Beknöpftes Schlüsselkreuz:
- Bernwardskreuz: Ein Kruckenkreuz, mit quadratischen Enden
- Blumenkreuz:
- Burgunderkreuz: Astkreuz, liegt als Andreaskreuz
- Byzantinisches Kreuz: Kreuz mit sich verbreiternden Kreuzenden
- Calvariuskreuz: Passionskreuz
- Christusordenskreuz: siehe Krückenkreuz, Krukenkreuz
- Deichsel: Gabelkreuz, Schächerkreuz
- Dreizackkreuz: Die Armenden laufen als Dreizack aus.
- Doppelkreuz: siehe Patriarchenkreuz, Lothringerkreuz
- Drillingsfadenkreuz: aus Fäden gebildetes gemeines Kreuz
- Durchgehendes Kreuz:
- Fadenkreuz: fadenförmig schmale Arme, gemeines Kreuz
- Fensterkreuz: Viereck mit vier quadratischen Durchbrüchen, im Quadrat liegt ein gemeines Kreuz
- Flechtkreuz: Gemeines Kreuz aus dünnen Fäden, die als geflochten erscheinen
- fußgesparrtes Kreuz
- Gabelkreuz: Kreuz mit zwei-, meist dreifacher Gabelung
- Gänsefußkreuz:
- gegabeltes Kreuz, siehe auch gezahntes Kreuz
- Gemeines Kreuz: Balkenkreuz
- Gereisenkreuz: Dreizackkreuz
- Göpel: Das Kreuz hat die Form eines gestürzten Ypsilons.
- Griechisches Kreuz
- Haselnusskreuz
- Henkelkreuz: siehe altägyptisches Kreuz
- Hochkreuz: Keltenkreuz
- Hochmeisterkreuz: auch Deutschmeisterkreuz. Silbernes Stabkreuz mit goldenen Lilienenden und einem Adlerschild gold/schwarz
- : Hugenottenkreuz:
- Jakobskreuz: fußgespitztes Lilienkreuz (Gleven) als Ordenszeichen des Heiligen Jakobs
- Jerusalemkreuz: fünf Kreuze symbolisieren die fünf Wunden Christi.
- Jochkreuz: gemeines Kreuz mit runden Einschnitten
- Johanneskreuz: Kreuzarme verbreitern sich erst am Ende
- Kardinalskreuz: Patriarchenkreuz
- Kleeblattkreuz: Dreiblattkreuz, Lazaruskreuz, St.-Thomas-Kreuz
- Knotenkreuz: Pfahl und Balken sind durch ein Viereck geflochten (senkrechte Form).
- Knotenschragenkreuz Pfahl und Balken sind durch ein Viereck geflochten und alles um 45 Grad gedreht
- Konturenkreuz: siehe Schattenkreuz
- Krückenkreuz: mit kleinen Querbalken als Armabschluss
- Kugelkreuz: Die Arme bestehen aus Kugeln.
- Kugelstabkreuz: siehe auch Pilgerkreuz
- Lateinisches Kreuz oder Passionskreuz
- Lilienkreuz oder Lilienendenkreuz
- Lilienzepterkreuz
- Lindenblattkreuz: gemeines Kreuz mit Kreuzarmen aus stilisierten Lindenblättern.
- Lothringisches Kreuz: Kreuz mit zwei Balken
- Malteserkreuz: Johanniterkreuz
- Marian-Kreuz: Kreuz auf oder neben einem M
- Mauerankerkreuz
- Mühlkreuz: Ankerkreuz, gemeines Kreuz mit Widerhaken an den Armen
- Mühleisenkreuz
- Papstkreuz: Pontifikalkreuz; drei nach oben kürzer werdende Arme
- Partenkreuz: ein gemeines Kreuz mit nach außen verbreiterten Kreuzarmen, die halbkreisförmig auslaufen.
- Passionskreuz: siehe Lateinisches Kreuz
- Patrickskreuz: Symbol des Hl. Patrick; rotes Andreaskreuz auf weiß
- Peterskreuz: Petruskreuz, umgekehrtes lateinisches Kreuz
- Pfahldeichselkreuz:
- Pfropfkreuz:
- Philippuskreuz: liegendes lateinisches Kreuz
- Pilgerkreuz: siehe auch Kugelstabkreuz
- Prankenkreuz: Arme gleich lang, Kreuzarme verbreitern sich erst am Ende
- Questenkreuz: gemeines Kreuz mit um die Mitte gelegtem Ring gleicher Farbe
- Radkreuz: Kreuz in einem Kreis
- Ringkreuz: gemeines Kreuz, an den Armenden sind Ringe
- Rundnagelkopfkreuz: gemeines Kreuz mit überstehenden Halbkreisen
- Schächerkreuz: auch Taukreuz,  Deichsel
- Schachkreuz: gemeines Kreuz mit einem Schachbrettmuster
- Schattenkreuz: Darstellung eines gemeinen Kreuzes nur durch dünne Begrenzungslinien
- Schattenmühleisenkreuz
- Schlangenkreuz
- Schragen: siehe Andreaskreuz
- Schrägfadenkreuz: Schragenkreuz, Arme sind schmal
- Schwebendes Kreuz
- Skandinavisches Kreuz: nach heraldisch rechts liegendes lateinisches Kreuz
- St.-Thomas-Kreuz: siehe auch Kleeblattkreuz
- Stechkreuz: auch Steckkreuz, unten zugespitztes Kreuz
- Stockkreuz
- Stufenkreuz:
- Tannenkreuz: Gemeines Kreuz, dessen Arme stilisierte Tannenzweige sind.
- Tatzenkreuz
- Taukreuz: Querbalken auf einem Längsbalken
- Tetragrammkreuz: Griechisches Kreuz mit Feuerstählen in den Winkeln
- Tolosanerkreuz oder okzitanisches Kreuz
- Tropfenkreuz: tropfenförmige Arme
- Veljusa-Kreuz, Kreuz von Veljusa, Strumica-Kreuz, Mazedonien-Kreuz, Mazedonisches Kreuz
- Volkskreuz: im runden Feld ein gemeines Kreuz (Italien)
- Volutenkreuz: gemeines Kreuz mit eingerollten Armen an den Kreuzenden
- Weckenkreuz:
- Weihekreuz: auch crux signata, päpstliches Kreuz oder Apostelkreuz, Abwandlung des Patriarchenkreuzes
- Wiederkreuz: gemeines Kreuz mit Armen an den Armen
- Wolkenkreuz
- zahnbesetztes Kreuz, gezahntes Kreuz
- Zuckerrohrkreuz
- Zwillingsfadenkreuz: Kreuz aus zweimal zwei parallelen Fäden

## Galerie – Kreuze als Heroldsbild

geständertes Andreaskreuz
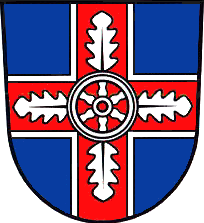
bordiertes Kreuz und belegt
in Silber ein durchgehendes schwarzes Kreuz
rotes Tatzenkreuz
Prankenkreuz, dessen Querbalken in einer Hand endet
in Rot ein durchgehendes goldenes Paulinerkreuz
geschliffenes silbernes Kreuz belegt mit einer goldenen Krone
goldenes Leistenkreuz
durchgehendes rotes Andreaskreuz (Schragen)
silberne Wellendeichsel
von Silber und Rot geviert durch ein geschliffenes, von Rot und Silber geviertes Kreuz
Knotenkreuz
nimbiertes Kreuz
quadriertes Kreuz
schräggewürfeltes Kreuz
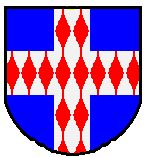
gerautetes Kreuz
Gegenzinnenkreuz
durchbohrtes Kreuz
Questenkreuz (Queste)
geständertes Kreuz
am Balkenschnitt getrenntes Kreuz
Sternkreuz
Stufenendenkreuz
mehrfach geständertes Kreuz
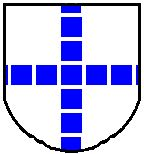
mehrfach gestückeltes Kreuz
Schuppenkreuz
geviertes Kreuz
Würfelkreuz
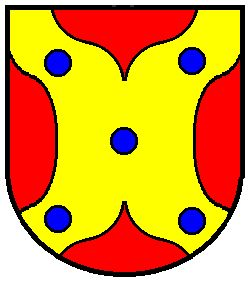
kugelbesetztes Wellenschrägkreuz
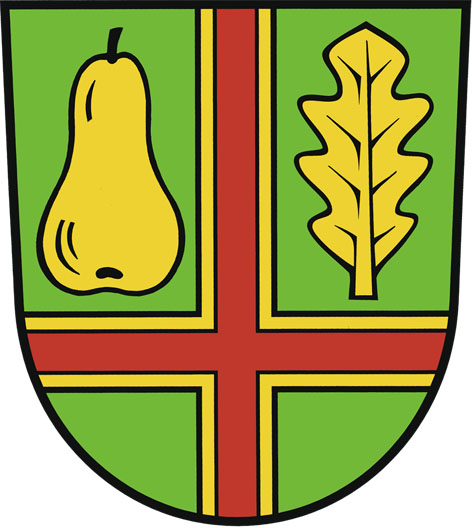
Peterskreuz, Petruskreuz
Bogenkreuz
Krückenkreuz
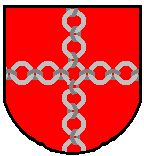
Kettenkreuz
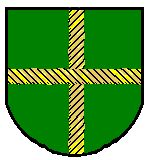
Seilkreuz
Gitterkreuz
Flechtkreuz
Flechtgitterkreuz
Zwillingsfadenkreuz
Facettenkreuz oder facettiertes Kreuz
Schneckenschnittartiges Kreuz
Tetragrammkreuz

## Galerie – Kreuze als gemeine Figur

rotes Kleeblattkreuz
schwebendes silbernes Tatzenkreuz
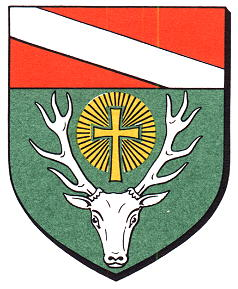
Hubertuskreuz
Kronenkreuz
silbernes Johanniterkreuz
Malteserkreuz
Malteserkreuz in verwechselten Farben
wachsendes Patriarchenhochkreuz
goldenes Patriarchenkreuz mit halbem unterem Querbalken (links)
goldenes lateinisches Kreuz mit Fußsparren
ein goldener Balken, begleitet von je drei (oben 3 und 2:1) silbernen Fußwiderspitzenkreuzen.
schwebendes rotes Mühleisenkreuz, belegt mit einem goldenen Herzschild
lateinisches schwarzes Kreuz mit rechtshin geschweifter Fußspitze
doppelbalkiges rotes Kreuz (Lothringer Kreuz)
durchgehendes schwarzes Deutschordenskreuz (Heroldsbild), belegt mit einem goldenen Lilienkreuz (gemeine Figur)
Radkreuz mit oben und seitlich überstehenden Balken
Radkreuz
Stufenkreuz
Wiederkreuz
Wiederkreuz mit Mauerankerenden
Jerusalemkreuz
Nagelkreuz
Spitznagelkopfkreuz oder Pfeilkreuz
Pfötchenkreuz
Rautenkreuz
beknopftes ausgebrochenes Schlüsselkreuz; Tolosanerkreuz
mit Halbmonden besetztes Kreuz
Mauerankerkreuz (Formenauswahl)
Zahnbesetztes oder gezahntes gemeines Kreuz
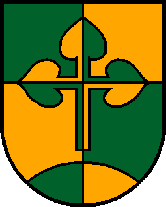
Lindenblattkreuz
Hermelinkreuz
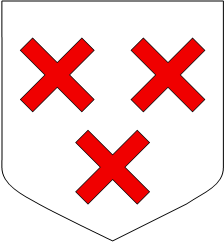
Flanchis
„päpstliches“[2] Kreuz
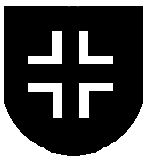
Schattenkreuz
Lilienkreuz als Kreuz von Avis
Wolkenkreuz, schräggestellt als Wappenfigur der Lombardei
Tannenkreuz
Facettiertes Kreuz
Doppelkleeblattkreuz
Kreuz, von einer Hand gehalten